# Belosta pilosa
Belosta pilosa är en tvåvingeart som först beskrevs av Daniel William Coquillett 1902.  Belosta pilosa ingår i släktet Belosta och familjen fönsterflugor. Inga underarter finns listade i Catalogue of Life.